# Ravdangiin Davaadalai
Ravdangiin Davaadalai (né le 20 mars 1954) est un judoka mongol. Il participe aux Jeux olympiques d'été de 1980 en combattant dans la catégorie des poids légers et remporte la médaille de bronze.

## Palmarès

### Jeux olympiques
- Jeux olympiques de 1980 à Moscou,  Union soviétique
  -  Médaille de bronze.